# Karl Weinhold (Mediävist)

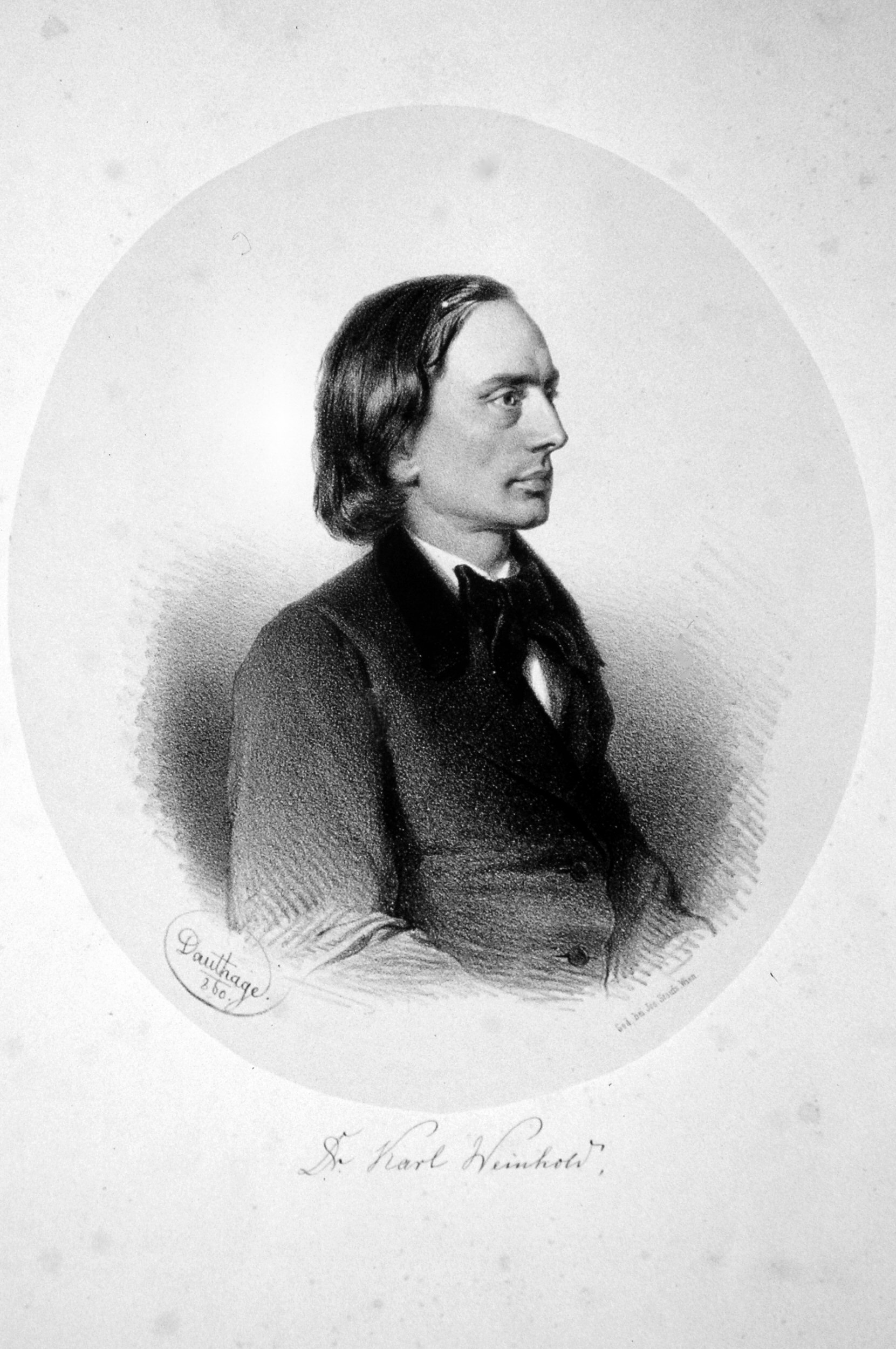
Karl Weinhold, Lithographie von Adolf Dauthage (1860)

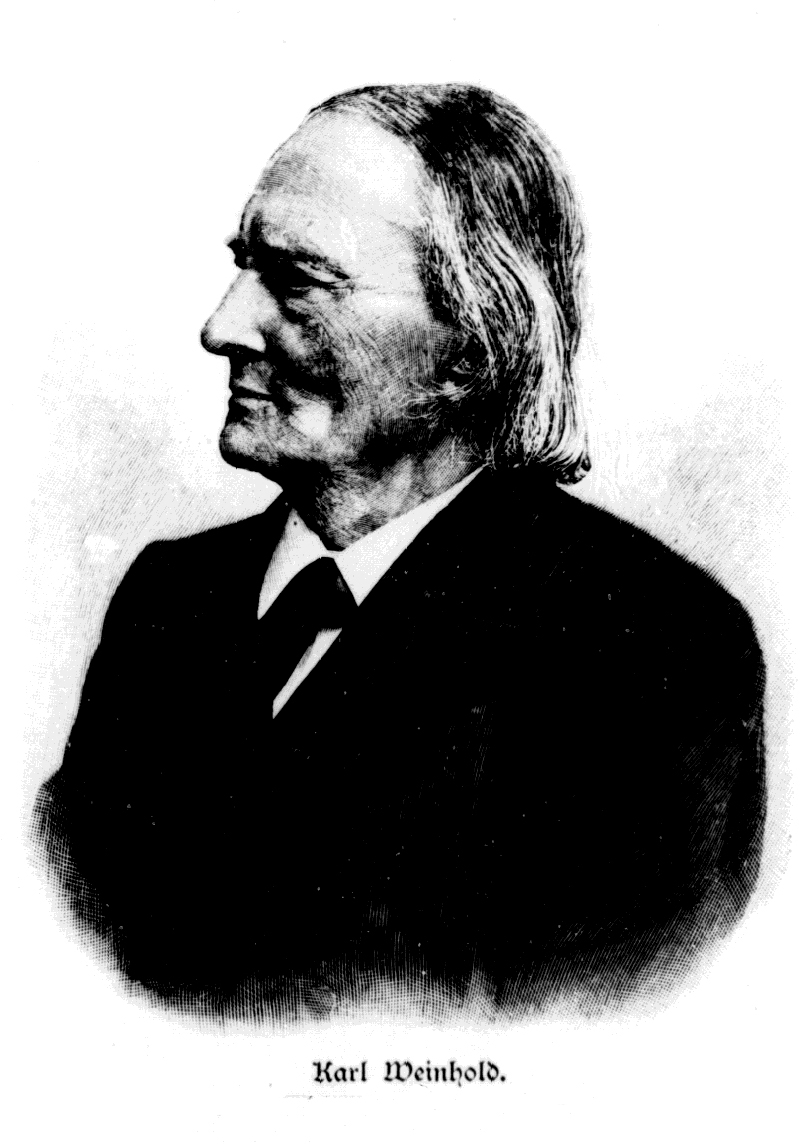
Karl Weinhold im Jahre 1899

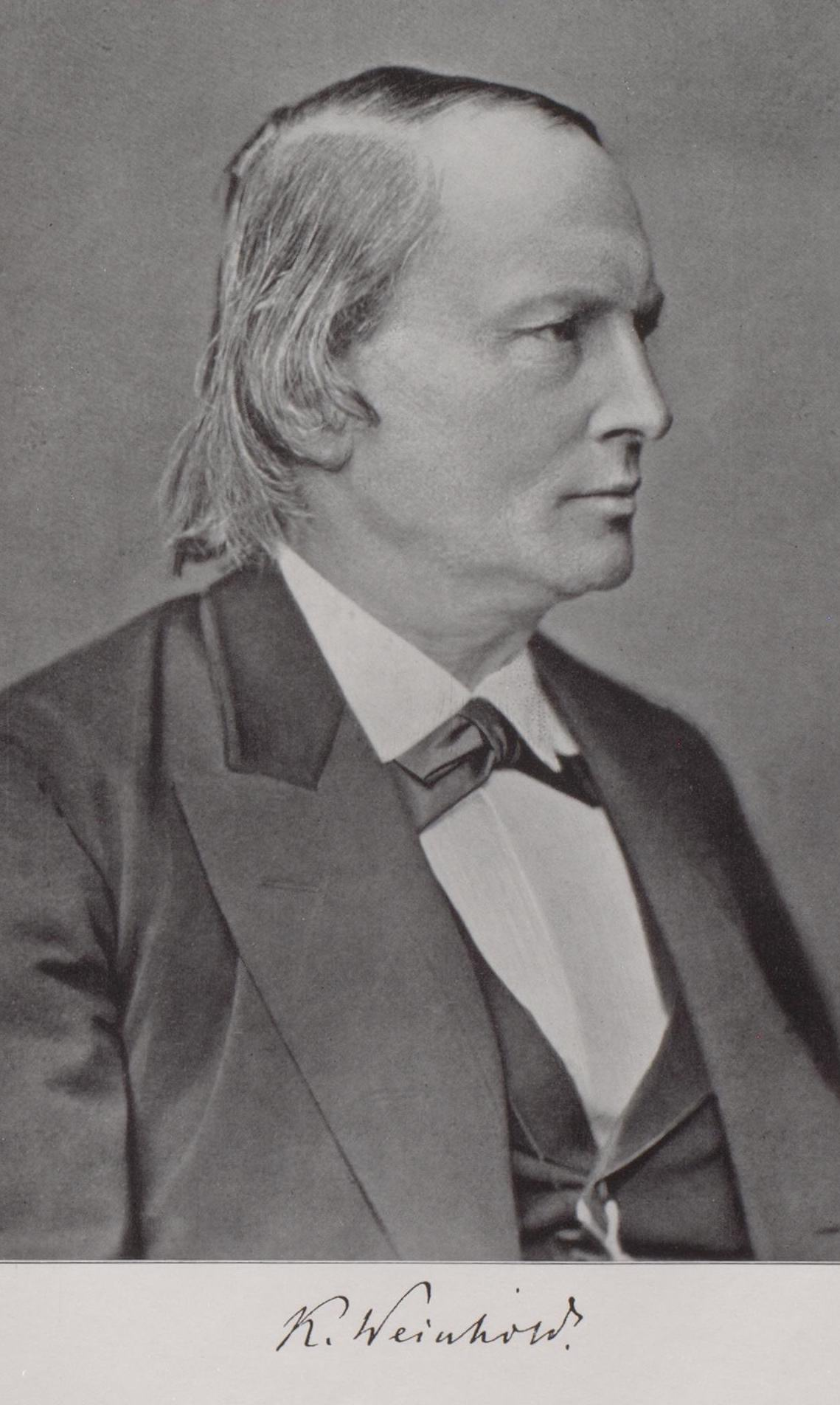
Karl Weinhold

Karl Gotthelf Jakob Weinhold (* 26. Oktober 1823 in Reichenbach, Provinz Schlesien; † 15. August 1901 in Berlin) war ein deutscher Philologe. Als Germanist und Mediävist widmete er sich den historischen Grundlagen und der Entwicklung der deutschen Sprache, insbesondere der mittelhochdeutschen Grammatik, und war als Professor für deutsche Sprache und Literatur zuletzt in Graz, Breslau und Berlin tätig. Weinhold gilt als Vertreter der Romantischen Anthropologie.

## Leben
Als Sohn eines mittellosen Pastors studierte Karl Weinhold ab 1842 Evangelische Theologie und Philologie an der Schlesischen Friedrich-Wilhelms-Universität Breslau, wo er Vorlesungen von Theodor Jacobi hörte. Während seines Studiums wurde er 1842 Mitglied der Burschenschaft Raczeks. 1845 wechselte er an die Friedrich-Wilhelms-Universität Berlin. Ein Jahr später promovierte er mit einer ungedruckten Dissertation über die Völuspá an der pietistischen Friedrichs-Universität Halle und habilitierte sich dort 1847 mit der Arbeit Spicilegium formularum quas ex antiquissimis germanorum carminibus congessit.
Als Extraordinarius und Nachfolger von Jacobi kehrte er 1849 nach Breslau zurück.

### Fünf Lehrstühle
1850 wurde er ordentlicher Professor an der Universität Krakau. Dem großen Brand der Stadt fielen etliche Unterlagen, darunter die „erste Sagensammlung“, zum Opfer. Nachdem er den Ruf der Universität Wien aus konfessionellen Gründen abgelehnt hatte, wechselte er schon 1851 von Krakau auf den Lehrstuhl der Universität Graz. In dieser Zeit beschäftigte er sich mit der von Grimm vorgeschlagenen historisch motivierten Orthographienorm. 1851 erschien auch sein Buch Geschichte der deutschen Frauen in dem Mittelalter. Ähnlich wie Richard Wossidlo in Mecklenburg sorgte Weinhold in Schlesien und Mitteldeutschland für die Etablierung der Volkskunde.
Aus Österreich-Ungarn wechselte er 1861 ins Herzogtum Holstein. Von der Christian-Albrechts-Universität Kiel berufen, begründete er das erste germanistische Seminar. Zur Zeit des Deutsch-Französischen Krieges und der Deutschen Reichsgründung (1870/71 und 1871/72) war er Rektor der CAU.
Nach 15 Jahren kehrte Weinhold als Nachfolger von Heinrich Rückert nach Breslau zurück, wo er mit dem Schriftsteller Karl von Holtei eng befreundet war. Auch dort konnte er ein erstes germanistisches Seminar etablieren. 1879/80 war er wiederum Rektor.
1889 – 44 Jahre nach seiner Studentenzeit in Berlin – ging Weinhold schließlich nach Berlin. Im geistigen Zentrum des Deutschen Kaiserreichs war er 1893/94 zum dritten Male Rektor. Als 1896 Frauen in Preußen die Erlaubnis erhielten, an Universitäten als Gasthörerinnen Vorlesungen zu besuchen (siehe Frauenstudium im deutschen Sprachraum), gehörte Weinhold zu jenen Professoren, die von ihrem Recht Gebrauch machten, Frauen auszuschließen. So verweigerte er Helene Stöcker, bei ihm die Vorlesungen zu hören.
Karl Weinhold starb 1901 im Alter von 77 Jahren in Berlin und wurde auf dem Alten St.-Matthäus-Kirchhof in Schöneberg beigesetzt. Das Grab ist nicht erhalten.

### Bedeutung
Als hochangesehenes Mitglied der Kgl. Preußischen Akademie der Wissenschaften befasste sich Weinhold mit Syntax und Lexikologie. Er setzte sich für ein Wörterbuch der älteren deutschen Rechtssprache ein und wurde 1896 Mitglied der Gründungskommission des Deutschen Rechtswörterbuchs. Ebenfalls 1896 wurde er in die American Academy of Arts and Sciences gewählt. Seit 1878 war er auswärtiges Mitglied der Bayerischen Akademie der Wissenschaften. Er war Mitglied der Berliner Gesellschaft für Anthropologie, Ethnologie und Urgeschichte. Zudem war er bis zu seinem Tod Herausgeber der von ihm begründeten Zeitschrift des Vereins für Volkskunde.
Weinhold hinterließ einen großen wissenschaftlichen Nachlass, der im Archiv der Akademie für weitere Forschungen hinterlegt wurde.

## Schriften (Auswahl)
- Mittelhochdeutsches Lesebuch. Mit einer Laut- und Formenlehre des Mittelhochdeutschen und einem Wortverzeichnisse. Gerold, Wien 1850, (Digitalisat; Zahlreiche Neuauflagen).
- Die deutschen Frauen in dem Mittelalter. Ein Beitrag zu den Hausalterthümern der Germanen. 2 Bände. Gerold, Wien 1851 (Mehrere Auflagen ebenda, etwa 3. Auflage 1897).
- Ueber deutsche Rechtschreibung. In: Zeitschrift für die österreichischen Gymnasien. Bd. 3, 1852, ZDB-ID 202897-9, S. 93–128.
- Ueber deutsche Dialectforschung. Die Laut- und Wortbildung und die Formen der schlesischen Mundart. Mit Rücksicht auf verwantes in deutschen Dialecten. Ein Versuch. Gerold, Wien 1853, (Digitalisat).
- Weihnacht-Spiele und Lieder auß Süddeutschland und Schlesien. Mit Einleitung und Erläuterungen. Damian & Sorge, Graz 1853, (Digitalisat).
- Beiträge zu einem schlesischen Wörterbuche. 2 Abtheilungen. Kaiserlich-Königliche Hof- und Staatsdruckerei, Wien 1855;
  - Abtheilung 1: A–L (= Sitzungsberichte der Philosophisch-Historischen Klasse der Kaiserlichen Akademie der Wissenschaften. Bd. 14, 1855, Anhang). 1855, (Digitalisat);
  - Abtheilung 2: M–Z (= Sitzungsberichte der Philosophisch-Historischen Klasse der Kaiserlichen Akademie der Wissenschaften. Bd. 16, 1855, Anhang). 1855, (Digitalisat).
- Altnordisches Leben. Wiedmann, Berlin 1856, (Digitalisat).
- Ueber den Dichter Graf Hugo VIII. von Montfort Herren zu Bregenz und Pfannberg. In: Mittheilungen des Historischen Vereins für Steiermark. 7, 1857, ZDB-ID 345732-1, S. 127–180.
- Die Riesen des germanischen Mythus. In: Sitzungsberichte der Philosophisch-Historischen Klasse der Kaiserlichen Akademie der Wissenschaften. Bd. 26, 1858, ISSN 1012-487X, S. 225–306.
- Gelegenheits-Spiel zum 24. Januar 1859. Kienreich, Breslau 1859, (Festspiel zu Holteis Geburtstag).
- Die heidnische Todtenbestattung in Deutschland. In: Sitzungsberichte der Philosophisch-Historischen Classe der Kaiserlichen Akademie der Wissenschaften. Bd. 29, 1858, ISSN 1012-487X, S. 117–204; Bd. 30, 1859, S. 171–226.
- Grammatik der deutschen Mundarten. Dümmler, Berlin 1863–1867, (weitere Bände waren geplant, sind aber nicht erschienen);
  - Theil 1: Das alemannische Gebiet. Alemannische Grammatik. 1863, (Digitalisat);
  - Theil 2: Das bairische Gebiet. Bairische Grammatik. 1867, (Digitalisat).
- Heinrich Christian Boie. Beitrag zur Geschichte der deutschen Literatur im achtzehnten Jahrhundert. Verlag der Buchhandlung des Waisenhauses, Halle 1868, (Digitalisat).
- Die deutschen Monatnamen. Verlag der Buchhandlung des Waisenhauses, Halle 1869, (Digitalisat).
- Die Sprache in Wilhelm Wackernagel's altdeutschen Predigten und Gebeten. Schweighauser, Basel 1875.
- Mittelhochdeutsche Grammatik. Ein Handbuch. Schningh, Paderborn 1877, (Digitalisat; Zahlreiche Neuauflagen und Neudrucke).
- Karl von Holtei. In: Westermanns illustrierte deutsche Monatshefte. (Westermann, Braunschweig) Band 50, 1881, S. 228–245.
- Kleine mittelhochdeutsche Grammatik. Braumüller, Wien 1881, (Digitalisat; Mehrere Neuauflagen).
- Die Verbreitung und die Herkunft der Deutschen in Schlesien (= Forschungen zur deutschen Landes- und Volkskunde. Bd. 2, Nr. 3, ZDB-ID 501109-7). Engelhorn, Stuttgart 1887, (Digitalisat).
- Die mystische Neunzahl bei den Deutschen (= Abhandlungen der Königlichen Akademie der Wissenschaften in Berlin. Philosophisch-Historische Klasse. Abh. 2, 1897). Verlag der Königlichen Akademie der Wissenschaften, Berlin 1897, (Digitalisat).
- Die Verehrung der Quellen in Deutschland (= Abhandlungen der Königlichen Akademie der Wissenschaften in Berlin. Philosophisch-Historische Klasse. Abh. 1, 1898). Verlag der Königlichen Akademie der Wissenschaften, Berlin 1898, (Digitalisat).